# دراسات قومية

برج بابل، هو رمز شائع في مناقشات القومية (رسم بيتر بروخل الأكبر سنة 1563)

الدراسات القومية (بالإنجليزية: Nationalism studies) هي مجال أكاديمي متعدد التخصصات مُكرّس لدراسة القومية والقضايا ذات الصلة. في حين أن القومية كانت موضوع نقاش أكاديمي منذ أواخر القرن الثامن عشر على الأقل، إلا أنها لم تحظ باهتمام كافٍ للظهور كمجال متميز إلا منذ أوائل التسعينيات.
وضع مؤلفون مثل إريك هوبسباوم وكارلتون جاي إتش هايز وهانس كون وإيلي كيدوري وجون هاتشينسون وإرنست غيلنر وكارل دويتش ووكر كونور وأنتوني دي سميث وبنديكت أندرسون الأساس للدراسات القومية في فترة ما بعد الحرب. في أوائل التسعينيات، تبنّى الأكاديميون والصحفيون وغيرهم أفكارهم بحماس من أجل فهم وشرح الظهور الواضح للقومية التي تميزت بأحداث مثل انهيار الاتحاد السوفيتي والإبادة الجماعية في رواندا والحروب اليوغوسلافية.

## تاريخ
يمكن تقسيم تطور المجال إلى أربع مراحل:
- (1) أواخر القرنين الثامن عشر والتاسع عشر، عندما ظهرت القومية لأول مرة، وكان الاهتمام بها فلسفيًا؛
- (2) الفترة من الحرب العالمية الأولى حتى نهاية الحرب العالمية الثانية، عندما أصبحت القومية موضوع بحث أكاديمي رسمي؛
- (3) فترة ما بعد الحرب من عام 1945 إلى أواخر الثمانينيات، عندما طوّر العديد من علماء الاجتماع وعلماء السياسة نظريات عامة عن القومية في سياق إنهاء الاستعمار في جميع أنحاء العالم و«الإحياء العرقي» في الغرب؛
- (4) الفترة التي أعقبت سقوط الشيوعية في عام 1989، والتي أدّت إلى زيادة الاهتمام بالقومية وتبلور الدراسات القومية.[1]

### القرنان الثامن عشر والتاسع عشر
يُوضّح أوموت أوزكيريملي ‏ أنه «إلى حدود الحرب العالمية الأولى، كان الاهتمام بالقومية أخلاقيًا وفلسفيًا إلى حد كبير. كان علماء هذه الفترة، ومعظمهم من المؤرخين والفلاسفة الاجتماعيين، أكثر اهتمامًا بـ» مزايا وعيوب«العقيدة أكثر من اهتمامهم بأصول وانتشار الظواهر الوطنية». كان يُنظر إلى الدولة القومية على أنّها مرحلة تقدمية في التطور التاريخي للمجتمعات البشرية، وتوقّع كلّ من الليبراليين والماركسيين أن القومية ستفسح الطريق في النهاية إلى نظام عالمي كوسموبوليتاني. في هذا السياق، تم اعتبار الأمم والقومية أمرًا مفروغًا منه، وكان معظم المؤلفين الذين ناقشوهما مدفوعين ببعض المخاوف السياسية. لم تكن هناك محاولات لصياغة نظرية قومية عامة تنطبق على جميع الحالات. بعض المؤلفين المهمين في هذه الفترة هم: يوهان جوتفريد هردر، وجان جاك روسو، وإيمانويل جوزيف سياس، ويوهان غوتليب فيشته، وجوزيبي مازيني، وإرنست رينان، وجون ستيوارت مل.

## الدراسات القومية كمجال أكاديمي
تنظم العديد من الجامعات دورات للحصول على درجات علمية حول القومية. تُعدُّ جامعة بوسطن وجامعة لندن (خاصة كلية لندن للاقتصاد) وجامعة أوروبا الوسطى (المجر) وجامعة ساسكس وجامعة إدنبرة من بين أبرز المؤسسات التي تحتل فيها دراسة القومية مكانًا مركزيًا. أطلقت كلية العلوم الإنسانية بجامعة أوتفوش لوراند (المجر) مؤخرًا برنامجًا شاملاً قصير المدى، مكرسًا حصريًا لدراسة القومية.

## مستقبل المجال
يعتقد المؤلفون مثل ميشال لوتشيفسكي ‏ روثان يالتشين أن هذا المجال يزداد صعوبة في الدراسة. وفقًا لميشال لوتشيفسكي، فقد ظل الباحثون يتحدثون مع بعضهم البعض منذ عقود ولم يتم إنتاج معرفة قيّمة منذ حوالي 50 عامًا. منذ هذا الوقت، كان المجال عالقًا بين الحقائق العلمية المعاصرة ونظريات الحس السليم. إجابات على الأسئلة الأساسية للقومية (ما هي الأمة؟ لماذا توجد الأمة؟) تم الردّ عليها مرات لا تحصى بسبب ترك مجموعة من النظريات المتناقضة وعدم وجود توافق في الآراء. يبقى السؤال ما إذا كان من الممكن حتى بناء نظرية عالمية للقومية. غالبًا ما يتم فصل النظريات المقترحة سابقًا عن الواقع، نظرًا للطرق المتنوعة التي تتشكل بها الهويات في مجموعات مختلفة حول العالم.
لحل هذه المشكلة، يوصي ميشال لوتشيفسكي الباحثين بتوظيف وعي أكبر في معالجة الأسئلة الأساسية للدراسات القومية. يجب أن ينتج الباحثون عملاً مكثفًا يتناول «الظواهر الوطنية بجميع أشكالها، ودمج العواطف، والإدراك، والأبعاد الذاتية والموضوعية في صورة واحدة». من الضروري أن يتجاهل الباحثون التجربة الذاتية وأن يتعاملوا مباشرة مع الواقع. يمكن تحقيق ذلك من خلال استخدام الأدلة التجريبية. يوصي لوتشيفسكي أيضًا بالبدء على مستوى صغير، «على التوالي من المستوى الجزئي من خلال المزيد والمزيد من الخطوات العامة إلى المستوى الكلي».

## مجلاّت
كانت إحدى أقدم المجلات المُكرّسة لدراسة القومية هي المجلة الكندية للدراسات القومية ‏، التي أسّسها توماس سبيرا في جامعة جزيرة الأمير إدوارد سنة 1973. وهناك عدّة مجلات في هذا المجال، مثل (Ethnicities) و (Ethnopolitics) و (Ethnic and Racial Studies) و (Journal of Ethnic and Migration Studies) وغيرها.

## جمعيات
- جمعية الأبحاث حول العرق والقومية في الأمريكتين (ARENA)
- جمعية دراسة العرق والقومية (ASEN)
- جمعية دراسة القوميات (ASN)

## المجموعات البحثية والمراكز والمعاهد والكراسي
- كرسي أبحاث كندا في القومية والديمقراطية[وصلة مكسورة]، جامعة كوينز
- مركز البحث في العلاقات العرقية، جامعة ووريك
- مركز أبحاث العلاقات العرقية والقومية نسخة محفوظة 4 يونيو 2008 على موقع واي باك مشين.، جامعة هلسنكي
- مركز أبحاث القومية والعرق والتعددية الثقافية نسخة محفوظة 21 يوليو 2008 على موقع واي باك مشين.، جامعة سري
- مركز دراسة العرق والمواطنة، جامعة بريستل
- مركز دراسة العرق والثقافة، جامعة برمنغهام
- العرق والحكم الديمقراطي، جامعة كوينز
- قسم العرق والقومية والهجرة نسخة محفوظة 7 سبتمبر 2008 على موقع واي باك مشين.، جمعية الدراسات الدولية
- كرسي فولبرايت في العرق والمواطنة المتعددة الثقافات[وصلة مكسورة]، جامعة كوينز
- العولمة والقومية نسخة محفوظة 7 سبتمبر 2008 على موقع واي باك مشين.، المعهد الملكي للتكنولوجيا في ملبورن

## البرامج الأكاديمية
- مدرسة بوسطن لدراسات القومية، جامعة بوسطن
- القومية والصراع العرقي، كلية بيركبيك - جامعة لندن
- برنامج دراسات القومية، الجامعة الأوروبية المركزية
- الدراسات القومية نسخة محفوظة 4 يونيو 2009 على موقع واي باك مشين.، جامعة إدنبرة
- برنامج دراسات القومية قصير المدى نسخة محفوظة 6 مايو 2016 على موقع واي باك مشين.، جامعة أوتفوش لوراند
- القومية والعرق نسخة محفوظة 25 ديسمبر 2010 على موقع واي باك مشين.، كلية لندن للاقتصاد